# راماز زویدزه
راماز زویدزه (به گرجی: რამაზ ზოიძე؛ زادهٔ ۱۳ فوریهٔ ۱۹۹۶) یک کشتی‌گیر فرنگی‌کار اهل گرجستان است. وی سابقه حضور در المپیک ۲۰۲۰ توکیو و المپیک ۲۰۲۴ پاریس را دارد.
از افتخارات وی می‌توان به کسب مدال برنز قهرمانی کشتی جهان ۲۰۲۱ اشاره کرد.

## فعالیت حرفه‌ای

### المپیک ۲۰۲۰ توکیو
زویدزه در وزن ۶۷ کیلوگرم کشتی فرنگی المپیک ۲۰۲۰ توکیو حاضر بود که با شکست اسماعیل بوررو از کوبا و عکر العبیدی از تیم پناهندگان به مرحله نیمه نهایی رسید اما در این مرحله مقابل محمدرضا گرایی از ایران شکست خورد و به دیدار رده بندی رفت. او در این مرحله نیز مقابل فرانک اشتبلر از آلمان بازی را واگذار کرد و پنجم شد.

### قهرمانی کشتی جهان ۲۰۲۱
زویدزه در وزن ۶۷ کیلوگرم کشتی فرنگی قهرمانی کشتی جهان ۲۰۲۱ اسلو شرکت کرد، او در مسابقه های اول و دوم زائور کابالوئف از ایتالیا و سباستین ناد از صربستان را شکست داد اما در نیمه نهایی به محمدرضا گرایی از ایران باخت و به دیدار رده‌بندی رفت. وی در دیدار رده‌بندی حسرت جعفروف از آذربایجان را شکست داد و مدال برنز  را بدست آورد.